# Thomas Hay, 1. Baronet

Wappen des Sir Thomas Hay, 1. Baronet

Sir Thomas Hay, 1. Baronet Kt (* um 1636; † 1666/1667) war ein schottischer Adliger.

## Leben
Er entstammte einer Nebenlinie des Clan Hay und war der älteste und Erbe Sohn des Thomas Hay (um 1616–1683), Laird von Park in Wigtownshire, aus dessen erster Ehe mit Jean Hamilton, Tochter des Sir John Hamilton († 1638), Laird of Lettrick.
Spätestens im November 1661 wurde er zum Knight Bachelor geschlagen. Am 25. August 1663 wurde ihm in der Baronetage of Nova Scotia der erbliche Adelstitel eines Baronet, of Park in the County of Wigtown, verliehen.
1661 hatte er Marion Hamilton, eine uneheliche Tochter des James Hamilton, 1. Duke of Hamilton, geheiratet. Mit ihr hatte er zwei Söhne:
- Sir Charles Hay, 2. Baronet (1662–1733), ⚭ 1685 Grizel Agnew, Tochter des Sir Andrew Agnew, 3. Baronet;
- Thomas Hay (* nach 1662).

Er starb noch vor seinem Vater. Sein Todesdatum ist nicht gesichert, urkundlich belegt ist, dass er am 1. Mai 1666 noch am Leben und am 30. März 1667 bereits gestorben war. Sein Baronettitel fiel daraufhin an seinen noch minderjährigen älteren Sohn Charles, der 1683 von seinem Großvater auch das für den Titel namensgebende Gut Park erbte.